# Thomas Némouthé
Thomas Némouthé (Le Blanc-Mesnil, Francia, 16 de enero de 2001) es un futbolista profesional francés que juega como centrocampista en el club U. S. Créteil del Championnat National 2 de Francia. Es internacional con la selección nacional de la Guayana Francesa.

## Clubes
Némouthé hizo su debut profesional con el Paris FC en la victoria por 1-0 en la Copa de Francia sobre Le Havre el 19 de enero de 2021. Haría una aparición más en la copa con el club antes de fichar por el Créteil en una transferencia gratuita al final de la temporada.

## Selección nacional
Némouthé hizo su debut con la Guayana Francesa en un amistoso por 3-1 sobre Surinam el 22 de mayo de 2022.
| N.º | Fecha              | Sede                                            | Adversario | Gol | Resultado | Competencia                                          |
| --- | ------------------ | ----------------------------------------------- | ---------- | --- | --------- | ---------------------------------------------------- |
| 1.  | 2 de junio de 2022 | Stade Georges Chaumet, Cayena, Guayana Francesa | Guatemala  | 2-0 | 2-0       | Liga B de la Liga de Naciones de la Concacaf 2022-23 |